# Hanno Thurau
Hanno Thurau (* 21. September 1939 in Hamburg als Hanno Melchert; † 15. Oktober 1992 ebenda) war ein deutscher Schauspieler.

## Leben
Hanno Thurau besuchte in Bad Oldesloe die Grundschule. Nach der Mittleren Reife besuchte er das Hamburger Schauspiel-Studio Frese. Er sammelte erste Bühnenerfahrungen in Bad Oldesloe an der Oldesloe-Bühne, bevor er 1961 Ensemblemitglied am Hamburger Ohnsorg-Theater wurde. Er benutzte den Mädchennamen seiner Mutter als Künstlernamen. Hier spielte er in zahlreichen Rollen. Man sah ihn unter anderem 1966 in Die Königin von Honolulu mit Otto Lüthje, Erna Raupach-Petersen, Jochen Schenck und Heidi Mahler, 1968 in Die Kartenlegerin mit Heidi Kabel, Edgar Bessen, Otto Lüthje, Willy Millowitsch und Ernst Grabbe oder 1971 in Der möblierte Herr mit Heidi Kabel, Jürgen Pooch, Helga Feddersen und Werner Riepel. Auch spielte er 1992 bei den Karl-May-Spielen in Bad Segeberg in Old Surehand den Pitt Holbers.
Darüber hinaus sah man ihn gelegentlich in Nebenrollen in Film und Fernsehen, so in Sonderdezernat K1 – Der Stumme (1977), Großstadtrevier (1986), Desperado City (1981) und Wir können auch anders … unter der Regie von Detlev Buck (1993). Jürgen Roland engagierte ihn für zwei Nebenrollen im Tatort.
Hanno Thurau erlag am 15. Oktober 1992 im Hamburger Eilbek-Krankenhaus einer Hepatitiserkrankung.

## Filmografie (Auswahl)
- 1968: Hafenkrankenhaus – Kochen will gelernt sein
- 1968: Otto und die nackte Welle
- 1973: Hamburg Transit – Fundsache
- 1977: Sonderdezernat K1 – Der Stumme
- 1979: St. Pauli-Landungsbrücken – Hafenforellen
- 1981: Desperado City
- 1987: Großstadtrevier – Große Haie, kleine Fische
- 1991: Tatort – Tod eines Mädchens
- 1991: Großstadtrevier – Prinz von Theben
- 1992: Tatort – Stoevers Fall
- 1993: Wir können auch anders

## Fernsehinszenierungen aus dem Ohnsorg-Theater (Auswahl)
- 1963: Vater Philipp
- 1964: Die Kartenlegerin
- 1966: Die Königin von Honolulu
- 1968: Die Kartenlegerin (Sondersendung im Rahmen der ARD-Fernsehlotterie Ein Platz an der Sonne)
- 1968: Die lieben Verwandten
- 1969: Alte Liebe – Junges Leben
- 1969: Ein Mann mit Charakter
- 1971: Der möblierte Herr
- 1971: Das Verlegenheitskind
- 1972: Der Funkenpuster
- 1973: Familienanschluss
- 1973: Rund um Kap Horn
- 1974: Für die Katz
- 1974: Der schönste Mann von der Reeperbahn
- 1976: Wenn der Hahn kräht
- 1977: Petrus gibt Urlaub
- 1978: Cowboys, Quiddjes und Matrosen
- 1980: Schneider Wibbel
- 1981: Hamburger Bier
- 1982: Das Piratenstück
- 1984: Mensch sein muss der Mensch
- 1985: Schöne Aussichten
- 1988: Ein Matjes singt nicht mehr
- 1989: Alles oder nichts
- 1991: Labskaus und Champagner
- 1992: Die schwebende Jungfrau